# El Molinito
El Molinito es una localidad del estado mexicano de Guanajuato. Es parte del municipio de Jaral del Progreso.

## Demografía
| Gráfica de evolución demográfica |
|                                  |

| Censo | Población |
| ----- | --------- |
| 1910  | 89        |
| 1921  | 73        |
| 1930  | 116       |
| 1940  | 103       |
| 1950  | 149       |
| 1960  | 199       |
| 1970  | 270       |
| 1980  | 393       |
| 1990  | 550       |
| 2000  | 597       |
| 2010  | 930       |
| 2020  | 1 025     |